# 시마타니 히토미
시마타니 히토미(島谷ひとみ, 1980년 9월 4일 ~ )는 일본의 여자 가수이자 배우이다. 일본 히로시마현 구레시에서 태어났다. 본명 島谷瞳 (시마타니 히토미). 소속사는 바닝 프로덕션, Grick을 거쳐 현재 1인 기획사 Eye-Land 이고 레이블은 avex trax, EYE-LAND LABEL을 거쳐 현재 AI.R LAND RECORD이다. 신체 161cm, 혈액형 O형, 취미 노래부르기, 쇼핑, 영화 감상, 해외 여행.
1997년 11월, 제1회 더 재팬 오디션 가수부문에 응모해 최종 1위로 선발된 20만명을 물리친 신데렐라.
1999년 7월, 첫번째 싱글 '오사카의 여자 (大阪の女)'로 엔카 가수 데뷔, 다음 해 J-POP으로 음악노선 변경 후 2002년 5월에 본인 출연의 CM송을 CD화한 '황갈색 머리의 아가씨 (亞麻色の髮の乙女)'가 누적판매량 37만장의 히트를 기록, 오리콘 카라오케 챠트 18주 연속 1위 기록 보유. 같은 해 2번째 앨범 'シャンティ'로 오리콘챠트 1위 달성. 2003년 첫번째 베스트 앨범 'Delicious!'가 누적판매량 47만장 기록, 본인 최고의 음반 판매량으로 기록되어있다. NHK 홍백가합전 2002년~2005년까지 4회 연속 출장. 
2005년에는 음악 노선을 crossover로 전향해 활동하기도 했으며 현재까지도 꾸준한 음악활동과 더불어 뮤지컬, 드라마 등에도 출연 뿐 아니라 라디오 DJ, 아침정보 프로그램 레귤러 패널 출연 등 다양한 활동을 하기도 했다. 2018년, 시티팝 Golden Lady로 데뷔 20주년 막을 열었다. 2020년 12월 25일에는 밴드 miscellaneous를 결성해 데뷔곡 GALAPAGOS를 발표. 2021년 9월 4일에는 생일과 함께 정규 10집 LoveSong ~My song for you~ 발매. 2022년에는 자신의 첫 자작곡으로 34번째 싱글 "Mystic World" 발매. 2024년에는 데뷔 25주년 라이브 투어 Smile 개최. 
2025년 정규 11집 Liberty Bus 발매 예정.

## 경력

### 활동 내역
- 초등학교와 중학교 시절에는 클럽활동으로 테니스부에서 활동. 학력은 시미즈가오카 고등학교 졸업.
- 1997년 제1회 더 재팬 오디션 가수 부문 응모, 총 20만명 중에서 최종 합격. 이후 고등학교 졸업까지 히로시마와 도쿄를 오가며 레슨을 받는다.
- 1999년 간사이TV '신스케의 인간 만다라' 프로그램의 기획으로 시마다 신스케 프로듀스의 '오사카의 여자 (大阪の女)'로 가수 데뷔.
- 2000년 상반기에는 Blue-Eye-Land 라는 예명으로 '눈물이여 안녕 (涙くんさよなら)' 싱글 발매.
- 2000년 하반기에는 완전한 J-POP으로 음악 노선을 변경한 두번째 싱글 '해방구 (解放區)' 발매.
- 2001년 쟈넷 잭슨의 Doesn't Really Matter의 커버곡으로 세번째 싱글 'papillon' 발매.
- 2002년 6번째 싱글 'シャンティ' 오리콘 챠트 첫 10위권 진입 (최고순위 7위).
- 2002년 NHK '신주쿠자메 코오리마이 (新宿鮫 氷舞)' 드라마 배우 데뷔.
- 2002년 7번째 싱글로 빌리지 싱어즈의 동명의 커버곡 '황갈색 머리의 아가씨 (亞麻色の髮の乙女)' 대히트, 연말에는 NHK 홍백가합전 첫 출장.
- 2002년 2번째 앨범 'シャンティ' 오리콘 챠트 첫 1위 달성.
- 2002년 첫 라이브 공연 Secret Live ~シャンティ~ 개최.
- 2003년 도라에몽 극장판 '완냥시공전'으로 성우 데뷔.
- 2004년 뮤지컬 데뷔작 '스타탄생'. 나카마 유키에와 SPEED의 이마이 에리코와 공동 주연.
- 2005년 음악 노선 전향한 컨셉 앨범 'crossover' 발매.
- 2006년 영화 '테니스의 왕자님'으로 스크린 데뷔.
- 2007년 뮤지컬 '빨간머리앤' 5년 연속 주인공 역할로 캐스팅. (2007~2011)
- 2007년 남자 보컬리스트들의 곡만을 커버한 첫번째 커버 앨범 '男歌 ~cover song collection~' 발매.
- 2008년 'Premium meet Premium' 라이브 공연 5년 연속 참가. (2008~2012)
- 2009년 첫 주연 영화 '페러렐' 개봉.
- 2009년 연말 fm yokohama 크리스마스 라이브 개최. (2009~2018년)
- 2010년 EDGE STYLE LIVE 공연 개최 (2010~2011, 총 5회)
- 2011년 아사히TV 아침 정보프로그램 '모닝 버드!' 레귤러 패널로 활동. (~2019년)
- 2012년 동요 커버 앨범 'Sign Music' 발매.
- 2013년 세번째 베스트 앨범이자 데뷔 15주년 기념 베스트 앨범 'SUPER BEST' 발매와 데뷔 15주년 어쿠스틱 라이브 투어.
- 2014년 6년 만이 되는 정규 8집 '오늘, 도내, 모처 (本日, 都內, 某所)' 발매.
- 2015년 2년 만이 되는 단독 라이브 '오늘, 여기서 노래합니다.' 3회 개최.
- 2016년 신보로는 1년 반 만이 되고, 미니 앨범으로는 13년 만이 되는 두번째 미니 앨범 '마음 가는 대로' 발매.
- 2016년 데뷔 이후 첫 디너쇼 'Dinner & Live Show!!' 개최.
- 2017년 きょう、ここでうたっています。와 라디오 eyes on me 의 300회 기념 Collaboration으로 'きょう、eyes on meでうたっています。' 개최.
- 2018년 데뷔 20주년 콘서트 'LIVE TOUR 2018 -Golden Lady-' 개최, 33번째 싱글 'Golden Lady' 발매.
- 2018년 세번째가 되는 이츠쿠시마 신사 기념 라이브 (2009년, 2013년, 2018년) 개최.
- 2018년 정규 9집 'misty' 발매.
- 2019년 데뷔 20주년 콘서트 'LIVE TOUR 2019 -misty-' 개최.
- 2019년 7년만이 되는 'Premium meet Premium' 라이브 공연 참가.
- 2019년 미니 앨범 3집 'brilliant' 발매.
- 2019년 데뷔 20주년 콘서트 'FINAL LIVE TOUR 2019 -brilliant-' 개최.
- 2020년 새해 콘서트 'La première étape' 개최.
- 2020년 투어 'haute couture' 개최.
- 2020년 크리스마스 콘서트 'nacimiento' 개최.
- 2020년 밴드 miscellaneous 결성, 데뷔곡 GALAPAGOS 발표.
- 2021년 콘서트 'Special Live 2021 Cover' 개최.
- 2021년 정규 10집 'LoveSong ~My song for you~ 발매 & 라이브 투어 개최.
- 2022년 공연 'Ex CROSS OVER 2022' 개최.
- 2022년 투어 'SONIC WAVE 2022' 개최.
- 2022년 34번째 싱글로 본인 첫 자작곡 'Mystic World' 발매.
- 2023년 35번째 싱글로 트리플A면 싱글 "旅 / 13月のクリスマス / Re:START!" 발매.
- 2024년 데뷔 25주년 투어 '25th ANNIVERSARY LIVE TOUR 2024 Smile' 개최.
- 2025년 정규 11집 'Liberty Bus' 발매 & 콘서트 투어 개최.

## 음반 내역

### 싱글
| 매 | 발매일           | 제목                                                              | 최고순위 | 비고                                              |
| -- | ---------------- | ----------------------------------------------------------------- | -------- | ------------------------------------------------- |
| 01 | 1999년 7월 28일  | 大阪の女                                                          | 45위     | 엔카 싱글                                         |
| -  | 2000년 1월 19일  | 淚くんさよなら                                                    | 89위     | Blue-Eye-Land 명의                                |
| 02 | 2000년 9월 27일  | 解放區                                                            | 28위     | J-POP 노선 변경                                   |
| 03 | 2001년 2월 7일   | papillon                                                          | 14위     | 쟈넷 잭슨 커버                                    |
| 04 | 2001년 5월 30일  | 市場に行こう                                                      | 23위     | 첫 라틴풍 싱글                                    |
| 05 | 2001년 9월 12일  | やさしいキスの見つけ方                                            | 17위     | 카오 소피나 AUBE CM송                             |
| 06 | 2002년 1월 30일  | シャンティ                                                        | 07위     | 오리콘 챠트 첫 TOP 10 진입                        |
| 07 | 2002년 5월 9일   | 亞麻色の髮の乙女                                                  | 04위     | 37만장으로 본인 싱글 판매 1위, 빌리지 싱어즈 커버 |
| 08 | 2002년 7월 10일  | 亞麻色マキシ                                                      | 07위     | 2집 리컷 싱글                                     |
| 09 | 2002년 10월 23일 | いつの日にか···                                                   | 10위     | 첫 미디움 템포 발라드 싱글                        |
| 10 | 2003년 2월 26일  | 赤い砂漠の傳說                                                    | 12위     | 니혼TV FUN'S RECOMMEND #027                       |
| 11 | 2003년 6월 4일   | 元氣を出して                                                      | 10위     | 타케우치 마리야 커버                              |
| 12 | 2003년 7월 16일  | Perseus -ペルセウス-                                              | 08위     | TBS 야구중계 테마송                               |
| 13 | 2003년 11월 6일  | YUME日和                                                          | 30위     | 애니메이션 도라에몽 엔딩테마                      |
| 14 | 2004년 3월 17일  | Viola                                                             | 17위     | 니혼TV FUN'S RECOMMEND #033                       |
| 15 | 2004년 6월 2일   | Jewel of Kiss                                                     | 16위     | 본인 출연 CM송                                    |
| 16 | 2004년 8월 11일  | ANGELUS -アンジェラス- / Z! Z! Z! -Zip! Zap! Zipangu!-            | 08위     | 애니메이션 이누야샤 엔딩테마                      |
| 17 | 2005년 1월 26일  | Garnet Moon / 祈り                                                | 08위     | 게임 A.C.E. 타이업                                |
| 18 | 2005년 6월 15일  | ~Mermaid~                                                         | 17위     | crossover 노선 변경                               |
| 19 | 2005년 8월 10일  | Falco -ファルコ-                                                  | 11위     | 애니메이션 우에키의 법칙 오프닝테마               |
| 20 | 2005년 8월 31일  | 眞晝の月                                                          | 24위     | 첫 발라드 싱글                                    |
| 21 | 2006년 3월 15일  | 春待人 / Camellia-カメリア-                                       | 19위     | 공식적으로 첫 더블A 사이드 싱글                   |
| 22 | 2006년 6월 21일  | Destiny -太陽の花- / 戀水 -tears of love-                         | 14위     | 애니메이션 블랙잭21 오프닝 테마                   |
| 23 | 2006년 11월 15일 | PASIO~パッシオ                                                    | 12위     | 오랜만의 라틴풍의 싱글                            |
| 24 | 2007년 2월 21일  | Dragonfly                                                         | 29위     | 첫 록 싱글                                        |
| 25 | 2007년 6월 6일   | Neva Eva                                                          | 22위     | 니혼TV 레슬링 중계 타이업                         |
| 26 | 2007년 9월 5일   | 深紅 / 愛の詩                                                     | 14위     | 게임 A.C.E.3 타이업                               |
| 27 | 2008년 3월 19일  | 泣きたいなら                                                      | 34위     | PV 뮤직드라마로 제작                              |
| 28 | 2008년 6월 25일  | WAKE YOU UP / 雨の日には 雨の中を 風の日には 風の中を / Marvelous | 33위     | 아이다 미츠오 공식 트리뷰트 싱글                  |
| 28 | 2008년 6월 25일  | 雨の日には 雨の中を 風の日には 風の中を                           | 33위     | 아이다 미츠오 공식 트리뷰트 싱글                  |
| 29 | 2009년 3월 4일   | SMILES                                                            | 27위     | 본인 출연 영화 페러렐 타이업                      |
| 30 | 2010년 10월 6일  | 眞夜中のギタ-                                                     | 64위     | 치가 카호루 커버                                  |
| 31 | 2011년 2월 16일  | 簡單に言えたなら                                                  | 75위     | 후루우치 토코 악곡 제공                           |
| -  | 2012년 3월 7일   | しあわせ運べるように                                              | 175위    | 어린이 합창단과 함께한 자선 싱글                  |
| 32 | 2014년 6월 4일   | やぶれかぶれ                                                      | 48위     | 도쿄TV 드라마 마루호의 여자 주제가                |
| 33 | 2018년 8월 22일  | Golden Lady                                                       | 122위    | 데뷔 20주년 기념 싱글                             |
| 34 | 2022년 7월 8일   | Mystic World                                                      | 41위     | 본인 첫 자작곡                                    |
| 35 | 2023년 1월 21일  | 旅 / 13月のクリスマス / Re:START!                                 | 63위     | 트리플A면 싱글                                    |

- 데뷔 싱글 大阪の女, Blue-Eye-Land 명의의 싱글 淚くんさよなら는 8cm 싱글 CD 발매.
- 2번째 싱글 解放區부터 21번째 싱글 春待人 / Camellia-カメリア-까지 CD 1종류로 발매.
- 22번째 싱글 Destiny -太陽の花- / 戀水 -tears of love-부터는 CD+DVD, CD 2종류로 발매. (2012년 자선 싱글, 2022년 Mystic World, 2023년 旅 / 13月のクリスマス / Re:START!는 CD 1종류)

### 정규 앨범
| 매 | 발매일           | 제목                       | 최고순위 | 비고                      |
| -- | ---------------- | -------------------------- | -------- | ------------------------- |
| 01 | 2001년 6월 27일  | PAPILLON                   | 7위      | CD                        |
| 02 | 2002년 6월 12일  | シャンティ                 | 1위      | CD                        |
| 03 | 2003년 8월 6일   | GATE ~scena III~           | 2위      | CD                        |
| 04 | 2004년 9월 1일   | 追憶 + LOVE LETTER         | 7위      | CD+DVD, CD                |
| 05 | 2005년 10월 12일 | Heart & Symphony           | 7위      | CD+DVD, CD                |
| 06 | 2007년 3월 7일   | PRIMA ROSA                 | 16위     | CD+DVD, CD                |
| 07 | 2008년 7월 16일  | Flare                      | 21위     | CD+DVD, CD                |
| 08 | 2014년 7월 16일  | 本日, 都內, 某所           | 52위     | CD+DVD+사진집, CD+DVD, CD |
| 09 | 2018년 11월 28일 | misty                      | 62위     | CD+DVD, CD                |
| 10 | 2021년 9월 4일   | LoveSong ~My song for you~ | 66위     | CD+DVD, CD                |
| 11 | 2025년 9월 3일   | Liberty Bus                |          | CD+5DVD, CD               |

### 비정규 앨범
| 발매일           | 제목                                  | 최고순위 | 구분        | 비고                           |
| ---------------- | ------------------------------------- | -------- | ----------- | ------------------------------ |
| 2002년 11월 27일 | Poinsettia ~亞麻色ウィンタ-メモリ-ズ~ | 7위      | 미니앨범 01 | CD                             |
| 2005년 2월 23일  | crossover                             | 14위     | 컨셉앨범    | CD                             |
| 2007년 12월 5일  | 男歌 ~cover song collection~          | 11위     | 커버앨범 01 | CD+DVD, CD                     |
| 2010년 1월 27일  | 男歌 II ~20世紀ノスタルジア~          | 35위     | 커버앨범 02 | CD+DVD, CD                     |
| 2012년 2월 22일  | Sign Music                            | 67위     | 커버앨범 03 | CD+LiveDVD+LiveCD, CD          |
| 2016년 2월 3일   | 心のままに ~心のままに & sessions~    | 60위     | 미니앨범 02 | CD+DVD, CD                     |
| 2019년 7월 24일  | brilliant                             | 45위     | 미니앨범 03 | CD+DVD (LIVE), CD+DVD (MV), CD |

### 베스트 앨범
| 매 | 발매일           | 제목                                      | 최고순위 | 비고                       |
| -- | ---------------- | ----------------------------------------- | -------- | -------------------------- |
| 01 | 2003년 12월 25일 | Delicious! ~The Best of Hitomi Shimatani~ | 2위      | CD+DVD, CD                 |
| 02 | 2009년 7월 29일  | BEST & COVERS                             | 12위     | 2CD+DVD, 2CD               |
| 03 | 2013년 7월 24일  | SUPER BEST                                | 36위     | 4CD+2Blu-ray, 3CD+DVD, 3CD |

- avex에서 자체적으로 제작한 COMPLETE BEST 島谷ひとみ 도 존재. (2009년 3월 25일)

### 온라인 발매
| 형태 | 발매일           | 제목                                       | 비고                                                                                        | CD수록                                 | No. |
| ---- | ---------------- | ------------------------------------------ | ------------------------------------------------------------------------------------------- | -------------------------------------- | --- |
| 앨범 | 2011년 2월 23일  | 裏 BEST 2000-2004                          | 커플링 베스트                                                                               | 각 싱글 수록곡                         |     |
| 앨범 | 2011년 2월 23일  | 裏 BEST 2005-2010                          | 커플링 베스트                                                                               | 각 싱글 수록곡                         |     |
| 싱글 | 2012년 3월 28일  | うれしいこと                               | NHK 애니메이션 하나캇파 엔딩테마, 호시무라 마이 악곡 제공, SUPER BEST 수록                  | SUPER BEST 수록                        | 01  |
| 싱글 | 2012년 7월 17일  | チカラにかえて                             | 에스테 소취력 CM송, T.M.H.R. 프로젝트 유닛                                                  | SUPER BEST 수록                        |     |
| 싱글 | 2013년 7월 17일  | あなたを胸に生きてく                       | SUPER BEST 선공개                                                                           | SUPER BEST 수록                        |     |
| 싱글 | 2013년 7월 17일  | ANGELUS -アンジェラス- (SUPER BEST Ver.)   | SUPER BEST 선공개                                                                           | SUPER BEST 수록                        |     |
| 싱글 | 2013년 7월 17일  | GRAND HERO                                 | SUPER BEST 선공개                                                                           | SUPER BEST 수록                        |     |
| 싱글 | 2014년 5월 7일   | やぶれかぶれ                               | やぶれかぶれ 선공개                                                                         | やぶれかぶれ 수록                      |     |
| 앨범 | 2014년 6월 4일   | Hitomi Shimatani BEST COLLECTION           | 베스트                                                                                      | 각 싱글 수록곡                         |     |
| 싱글 | 2015년 8월 4일   | まつりだ わっしょい!                       | 후지TV 모두의 뉴스 속 코너 뉴스의 노래 화요일 송                                            | -                                      | 02  |
| 싱글 | 2016년 1월 12일  | こころのままに~心のままに & SESSIONS       | 두번째 미니 앨범 선공개, NHK 드라마 사랑스러워서 주제가                                     | 心のままに 수록                        |     |
| 앨범 | 2018년 3월 21일  | ANIME SONGS +                              | 그동안 발매한 애니메이션 & 게임 타이업 모음집                                               | 각 싱글 수록곡                         |     |
| 싱글 | 2018년 7월 25일  | Golden Lady                                | Golden Lady 선공개                                                                          | Golden Lady 수록                       |     |
| 싱글 | 2018년 11월 7일  | Vivace!                                    | misty 앨범 선공개                                                                           | misty 수록                             |     |
| 싱글 | 2020년 12월 25일 | GALAPAGOS                                  | 밴드 miscellaneous 첫번째 싱글                                                              | -                                      |     |
| 싱글 | 2021년 6월 30일  | 伝わらなくていい                           | 밴드 miscellaneous 두번째 싱글                                                              | -                                      |     |
| 싱글 | 2021년 7월 23일  | TOKYO GIRL (島谷ひとみ×MINMI)              | LoveSong ~My song for you~ 앨범 선공개                                                      | LoveSong ~My song for you~ 수록        |     |
| 싱글 | 2021년 8월 13일  | ふたりぼっち (島谷ひとみ×Micro (Def Tech)) | LoveSong ~My song for you~ 앨범 선공개                                                      | LoveSong ~My song for you~ 수록        |     |
| 싱글 | 2021년 9월 3일   | 眞夜中のドア ~STAY WITH ME~                | LoveSong ~My song for you~ 앨범 선공개                                                      | LoveSong ~My song for you~ 수록        |     |
| 싱글 | 2021년 9월 3일   | がんばろ、ね。                             | LoveSong ~My song for you~ 앨범 선공개                                                      | LoveSong ~My song for you~ 수록        |     |
| 싱글 | 2021년 9월 3일   | 君は無敵さ 私も無敵さ                      | LoveSong ~My song for you~ 앨범 선공개                                                      | LoveSong ~My song for you~ 수록        |     |
| 싱글 | 2021년 9월 3일   | 名も無い花                                 | LoveSong ~My song for you~ 앨범 선공개                                                      | LoveSong ~My song for you~ 수록        |     |
| 싱글 | 2021년 9월 3일   | 月のワルツ                                 | LoveSong ~My song for you~ 앨범 선공개                                                      | LoveSong ~My song for you~ 수록        |     |
| 싱글 | 2021년 9월 3일   | Will you marry me?                         | LoveSong ~My song for you~ 앨범 선공개                                                      | LoveSong ~My song for you~ 수록        |     |
| 싱글 | 2021년 10월 3일  | ALICE                                      | LoveSong ~My song for you~ 앨범 리컷                                                        | LoveSong ~My song for you~ 수록        |     |
| 싱글 | 2021년 11월 3일  | エンドロ-ルまで                            | LoveSong ~My song for you~ 앨범 리컷                                                        | LoveSong ~My song for you~ 수록        |     |
| 싱글 | 2021년 12월 4일  | Party Monster (島谷ひとみ×中西圭三)        | LoveSong ~My song for you~ 앨범 리컷                                                        | LoveSong ~My song for you~ 수록        |     |
| 앨범 | 2021년 12월 4일  | LoveSong ~My song for you~                 | LoveSong ~My song for you~ 앨범 전체 디지털 발매                                            | LoveSong ~My song for you~ 수록        |     |
| 싱글 | 2022년 3월 1일   | より速く！                                 | 시민 러너 응원송                                                                            | -                                      | 03  |
| 싱글 | 2022년 6월 25일  | Mystic World                               | Mystic World 선공개                                                                         | Mystic World 수록                      |     |
| 싱글 | 2022년 12월 1일  | 13月のクリスマス                           | 旅 / 13月のクリスマス / Re:START! 선공개                                                    | 旅 / 13月のクリスマス / Re:START! 수록 |     |
| 싱글 | 2023년 2월 16일  | 旅                                         | 旅 / 13月のクリスマス / Re:START! 싱글 리컷                                                 | 旅 / 13月のクリスマス / Re:START! 수록 |     |
| 싱글 | 2023년 2월 16일  | Re:START!                                  | 旅 / 13月のクリスマス / Re:START! 싱글 리컷                                                 | 旅 / 13月のクリスマス / Re:START! 수록 |     |
| 싱글 | 2023년 5월 10일  | 最後のキスなら feat.島谷ひとみ             | Tokyo City Pop vol.1“Portrait” 선공개                                                       | Tokyo City Pop vol.1“Portrait” 수록    |     |
| 싱글 | 2023년 9월 30일  | おうちに帰ろう                             | 식재 택배 서비스 쇼쿠분 "미필" CM송                                                         | -                                      | 04  |
| 싱글 | 2023년 11월 12일 | PEACE STOCK                                | PEACE STOCK 78' HIROSHIMA 공식 테마송                                                       | PEACE STOCK 수록                       |     |
| 싱글 | 2024년 1월 1일   | ナガレボシ                                 | PEACE STOCK 싱글 리컷                                                                       | PEACE STOCK 수록                       |     |
| 싱글 | 2024년 7월 28일  | KEEP A SMILE                               | 데뷔 25주년 기념 신곡                                                                       | Liberty Bus 수록                       | 05  |
| 싱글 | 2025년 4월 3일   | HAWAIIAN DAYS                              | 유닛 Yashinoki (島谷ひとみ,LAHIKI,スミス楓,竹中だいち,国生優太) HAWAIIAN DAYS 2025 오피셜송 | -                                      |     |
| 싱글 | 2025년 5월 30일  | FUN! ALOHA!                                | FUN! ALOHA! 2025 in YOKOHAMA 공식 테마송                                                    | Liberty Bus 수록                       | 06  |
| 싱글 | 2025년 6월 20일  | LOVE HAWAII                                | LOVE HAWAII Collection 공식 테마 송                                                         | Liberty Bus 수록                       | 07  |
| 싱글 | 2025년 7월 16일  | ONE and ONLY feat.島谷ひとみ&倉品翔        | Tokyo City Pop “Portrait vol.2” 선공개                                                      | Tokyo City Pop “Portrait vol.2” 수록   |     |

### 참여 앨범
| 형태 | 발매일           | 참여 앨범                                      | 곡명                                         | 비고                                        |
| ---- | ---------------- | ---------------------------------------------- | -------------------------------------------- | ------------------------------------------- |
| 앨범 | 2004년 2월 4일   | Returns!                                       | Funk Tank (m.c.A・T Feat. 島谷ひとみ)        | m.c.A・T 정규 6번째 앨범 / SUPER BEST 수록  |
| 앨범 | 2006년 11월 8일  | Beautiful Woman                                | 世界中の誰よりきっと                         | 컴필레이션 앨범 / BEST & COVERS 수록        |
| 앨범 | 2007년 1월 17일  | HIGH SCHOOL MUSICAL SOUNDTRACK SPECIAL EDITION | あなたといた時                               | 하이스쿨 뮤지컬 O.S.T. / BEST & COVERS 수록 |
| 싱글 | 2007년 1월 24일  | ふたりでいいじゃない                           | ふたりでいいじゃない (鈴木雅之&島谷ひとみ)   | 듀엣 싱글 / SUPER BEST 수록                 |
| 앨범 | 2007년 7월 11일  | popular music ~筒美京平トリビュ-ト~            | 魅せられて                                   | 트리뷰트 앨범 / BEST & COVERS 수록          |
| 앨범 | 2010년 9월 29일  | 男と女3 -TWO HEARTS TWO VOICES-                | あなたに會えてよかった (稲垣潤一&島谷ひとみ) | 稲垣潤一 3번째 커버 앨범 / SUPER BEST 수록  |
| 싱글 | 2012년 9월 12일  | チカラにかえて                                 | チカラにかえて (T.M.H.R.)                    | 프로젝트 싱글 / SUPER BEST 수록             |
| 앨범 | 2016년 9월 7일   | THE PEANUTS -TRIBUTE SONGS-                    | 手編みの靴下 (夏川りみ&島谷ひとみ)           | 트리뷰트 앨범 / -                           |
| 앨범 | 2023년 6월 7일   | Tokyo City Pop vol.1“Portrait”                 | 最後のキスなら feat.島谷ひとみ               | 하라 카나코 앨범 / -                        |
| 싱글 | 2023년 12월 24일 | PEACE STOCK                                    | PEACE STOCK (HIPPY & HITOMI)                 | 프로젝트 싱글 / -                           |
| 앨범 | 2024년 6월 12일  | 懐かしい明日                                   | 花は誰のもの？ STU48 feat.島谷ひとみ         | STU48 앨범 / -                              |
| 앨범 | 2025년 8월 6일   | Tokyo City Pop “Portrait” vol.2                | ONE and ONLY feat.島谷ひとみ&倉品翔          | 하라 카나코 앨범 / -                        |

### 한국 발매 앨범
- 첫번째 베스트 앨범 'Delicious! ~The Best of Hitomi Shimatani~' (2004년 8월 27일)

### 한국 온라인 발매
- 디지털 앨범 'ANIME SONGS +' (2018년 6월 1일)
- 정규 9집 'misty' (2018년 12월 13일)
- 전곡 발매 (10주년 베스트 앨범 'BEST & COVERS' 제외) (2018년 12월 27일)
- 미니 3집 'brilliant' (2019년 8월 14일)

### 뮤직비디오로만 공개된 곡
| 공개일          | 곡명          | 비고                                                                  |
| --------------- | ------------- | --------------------------------------------------------------------- |
| 2003년 8월 12일 | 小さな世界    | NHK 꿈과 미래로의 메세지                                              |
| 2015년 5월 19일 | それ行けカ-プ | 히로시마 출신 연예인들과 함께한 2015년 야구 히로시마 카프 구단 응원가 |
| 2016년 3월 25일 | それ行けカ-プ | 히로시마 출신 연예인들과 함께한 2016년 야구 히로시마 카프 구단 응원가 |
| 2016년 5월 24일 | 広島 愛の川   | 히로시마 출신 연예인들과 함께한 2015년에 08월에 있었던 현장 모습      |
| 2016년 7월 27일 | 笑顔の明日    | 40명의 스페셜 서포터즈와 함께한 알아줘, 간염프로젝트 테마송           |
| 2017년 3월 21일 | それ行けカ-プ | 히로시마 출신 연예인들과 함께한 2017년 야구 히로시마 카프 구단 응원가 |
| 2018년 3월 30일 | それ行けカ-プ | 히로시마 출신 연예인들과 함께한 2018년 야구 히로시마 카프 구단 응원가 |
| 2020년 4월 10일 | それ行けカ-プ | 히로시마 출신 연예인들과 함께한 2020년 야구 히로시마 카프 구단 응원가 |
| 2021년 3월 26일 | それ行けカ-プ | 히로시마 출신 연예인들과 함께한 2021년 야구 히로시마 카프 구단 응원가 |
| 2022년 3월 11일 | Grateful      | 센다이 가스펠 페스티벌 무대에서 출연진 합동 신곡                      |
| 2022년 3월 15일 | より速く！    | より速く！ (大和輸送 version)                                         |
| 2022년 3월 29일 | それ行けカ-プ | 히로시마 출신 연예인들과 함께한 2022년 야구 히로시마 카프 구단 응원가 |
| 2022년 7월 7일  | UP↑Mytown↑    | 嫁ニー와 여러가수들이 함께한 전국 상점가 부흥 응원송                  |
| 2023년 4월 4일  | それ行けカ-プ | 히로시마 출신 연예인들과 함께한 2023년 야구 히로시마 카프 구단 응원가 |

### CM송
- ICheckしよう (2021년 2월) *틱톡을 통해 공개
- ドン・キホーテ (2021년 9월) *유튜브를 통해 공개 (2가지 버전)
- レモスコ (2021년 10월) *유튜브를 통해 공개

### 미발매 곡
- 夢花 (영화 붉은 하늘 주제가, 이와시로 타로 작곡)
- VENUS (CR 파나틱배틀 주제가)
- Communication (CR 파나틱배틀 앨리샤 캐릭터송)
- KIBOW (지휘자 소가 다이스케 작곡)
- 誓い (오늘 여기서 노래합니다 Vol.1, Vol.4, 축제, 20주년 콘서트 등에서 공개한 미발표 신곡)
- Girl Friends (오늘 여기서 노래합니다 Vol.4, Vol.7 공연에서 공개한 미발표 신곡)
- Have a nice day (오늘 여기서 노래합니다 Vol.5 공연에서 공개한 미발표 신곡)
- 밴드 miscellaneous 6곡 (World's Sky / 命の大切さを教えてくれたから ~あなたへと続いてく~ / それは宝物 / New Sanctuary / Te Estrella / 羅生)

### DVD
- 8 colors Hitomi Shimatani CLIPS+LIVE (2002년 10월 23일)
- Vibration! ~LIVE & CLIPS~ (2004년 3월 17일)
- HITOMI SHIMATANI CONCERT TOUR 2004 追憶 + LOVE LETTER (2004년 12월 22일)
- Special Live "crossover" (2005년 6월 15일)
- Premium Live 2005 -Heart & Symphony & More- (2006년 3월 15일)
- VISUAL WORKS 2004~2006 (2006년 3월 15일)
- Special Live "crossover II" (2006년 12월 13일)
- HITOMI SHIMATANI LIVE 2007 -PRIMA ROSA- (2007년 9월 12일)
- CROSSOVER III ~Premium meets Premium~ (2008년 10월 8일)
- CROSSOVER IV -Premium meets Premium- (2011년 3월 16일) / DVD+LiveCD 형태
- CROSSOVER V -Premium meets Premium 2011- (2012년 2월 22일) / Sign Music (CD+LiveDVD+LiveCD) 포함
- CROSSOVER -Premium meets Premium 2019- (2019년 7월 24일) / brilliant (CD+LIVE DVD) 포함
- CROSS OVER 2020 "nacimiento" (2021년 9월 4일) / LoveSong ~My song for you~ (CD+DVD) 포함
- LIVE TOUR 2021 LoveSong ~My song for you~ (2025년 9월 3일) / Liberty Bus (CD+5DVD) 포함
- Ex. CROSS OVER 2022 (2025년 9월 3일) / Liberty Bus (CD+5DVD) 포함
- LIVE TOUR 2022 SONIC WAVE (2025년 9월 3일) / Liberty Bus (CD+5DVD) 포함
- 25th ANNIVERSARY LIVE TOUR 2024 Smile (2025년 9월 3일) / Liberty Bus (CD+5DVD) 포함
- 25th ANNIVERSARY LIVE COSSOVER 2024 SONRISA (2025년 9월 3일) / Liberty Bus (CD+5DVD) 포함

### 블루레이 (Blu-ray)
- Live 2008 Flare (2013년 7월 24일) / SUPER BEST (4CD+2Blu-ray) 포함

### 테이크 아웃 라이브 (TAKE OUT LIVE) *모바일 컨텐츠
- TAKE OUT STUDIO LIVE 2020 (2020년 3월 29일)
- TAKE OUT STUDIO LIVE 2020 VOL.2 (2020년 6월 8일)
- TAKE OUT LIVE Concert Tour 2020 Haute Couture (2020년 12월 27일)

### 레코드 (아날로그, LP)
- パピヨン ~papillon~ / 市場に行こう (2001년 6월 27일)
- 亞麻色の髮の乙女 (2002년 11월 30일)
- 眞夜中のドア ~STAY WITH ME~ (2022년 4월 23일)
- 最後のキスなら feat.島谷ひとみ / 360 feat.倉品翔 (2023년 8월 5일)
- パピヨン ~papillon~ / 亞麻色の髮の乙女 (2025년 2월 26일)

### 도서 (Book)
- SHIMATANI HITOMI PHOTOGRAPHY (2002년 11월 15일)

### 달력 (Calendar)
- 2003년도 (2002년 11월)
- 2004년도 (2003년 11월 30일)
- 2005년도 (2004년 12월 10일)
- 2006년도 (2005년 10월 24일)
- 2007년도 (2006년 10월 15일)
- 2008, 2009 (팬클럽 회원 한정)

## 라이브 공연

### 단독
- Special Live ~シャンティ~ (2002년)
- 1st Live Tour 2003 GATE ~scena III~ (2003년)
- Concert Tour 2004 追憶 + LOVE LETTER (2004년)
- Special Live "crossover" (2005년)
- Premium Live 2005 -Heart & Symphony & More- (2005년)
- Special Live "crossover II" (2006년)
- Live 2007 -PRIMA ROSA- (2007년)
- Premium meets Premium (2008년)
- Live 2008 Flare (2008년)
- Premium meets Premium (2009년)
- 10th Anniversary Special Live CROSS OVER at 嚴島神社 (2009년)
- Premium meets Premium (2010년)
- Hitomi Shimatani×EDGE STYLE "EDGE STYLE LIVE" (2010년)
- Hitomi Shimatani×EDGE STYLE "EDGE STYLE LIVE vol.2" (2010년)
- Hitomi Shimatani×EDGE STYLE "EDGE STYLE LIVE vol.3" (2010년)
- Hitomi Shimatani×EDGE STYLE "EDGE STYLE LIVE 1st Anniversary ~男子解禁~" (2011년)
- Premium meets Premium (2011년)
- Premium meets Premium (2012년)
- Acoustic Tour 2013 -15th Anniversary前夜祭- (2013년)
- きょう、ここでうたっています。Vol.1 (2015년)
- きょう、ここでうたっています。Vol.2 (2015년)
- きょう、ここでうたっています。Vol.3 (2015년)
- きょう、ここでうたっています。Vol.4 (2016년)
- Dinner & Live Show!! (2016년)
- きょう、ここでうたっています。Vol.5 (2016년)
- Dinner Show (2017년)
- きょう、eyes on meでうたっています。 (2017년)
- きょう、ここでうたっています。Vol.7 (2018년)
- 20th ANNIVERSARY LIVE TOUR 2018 -Golden Lady- (2018년)
- 20th ANNIVERSARY LIVE at 嚴島神社 (2018년)
- 20th ANNIVERSARY LIVE TOUR 2019 -misty- (2019년)
- Premium meets Premium (2019년)
- 20th ANNIVERSARY FINAL LIVE TOUR 2019 -brilliant- (2019년)
- La première étape (2020년)
- Concert Tour 2020 haute couture (2020년)
- CROSS OVER 2020 nacimiento (2020년)
- Special Live 2021 Cover (2021년)
- LIVE TOUR 2021 LoveSong ~My song for you~ (2021년)
- LIVE TOUR 2021 LoveSong ~Monthly chapel~ (2021~2022년)
- 밴드 miscellaneous 1st Live ~miscesalida~ (2022년)
- Ex. CROSS OVER 2022 (2022년)
- LIVE TOUR 2022 SONIC WAVE (2022년)
- HEART BEAT (2023년)
- きょう、ここでうたっています。Vol.8 (2023년)
- 25th ANNIVERSARY LIVE TOUR 2024 Smile (2024년)
- SUPPORTERS CLUB SPECIAL LIVE Hermoso (2024년)
- SUMMER DINNER SHOW (2025년)
- Concert Tour 2025-2026 Liberty Bus (2025년~2026년)

### 기타
- Debut Convention (1999년)
- 解放區 Release Live (2000년)
- Album シャンティ Release Event (2002년)
- Heart & Symphony Release Mini Live (2005년)
- a-nation '05 (2005년)
- Dragonfly Release Secret Live (2007년)
- CHINAQUICK RESORT × a-stage'07夏 (2007년)
- a-nation '09 (2009년)
- Four Roses BAR 2009 starring Hitomi Shimatani (2009년)
- fm yokohama Merry Snow Christmas Live (2009년)
- avex SUMMER LIVE (2010년)
- KIRIN BEER "Good Luck" LIVE (2010년)
- fm yokohama Merry Snow Christmas Live (2010년)
- 岩船山クリフステージ#11 (2011년)
- fm yokohama eyes on me SPECIAL LIVE (2011년)
- fm yokohama eyes on me SPECIAL LIVE (2012년)
- NISSAN GALLERY SUMMER LIVE (2013년)
- KIRIN BEER "Good Luck" LIVE (2013년)
- fm yokohama eyes on me SPECIAL LIVE (2013년)
- “キャバレー島谷”一日限定OPENイベント (2014년)
- Special Live with Rainy Wood (2014년)
- fm yokohama eyes on me SPECIAL LIVE (2014년)
- Special Live with Rainy Wood (2015년)
- 世界遺産「高野・熊野夢舞台」コンサート (2015년)
- fm yokohama eyes on me SPECIAL LIVE (2015년)
- 島谷ひとみ×城みちる with 磁石 ~KIZUNAカップリングコンサート~ (2016년)
- 箭弓稲荷神社 奉祝イベント「島谷ひとみコンサート」 (2016년)
- fm yokohama eyes on me SPECIAL LIVE (2016년)
- 岩船山クリフステージ#17 (2017년)
- fm yokohama eyes on me SPECIAL LIVE (2017년)
- fm yokohama eyes on me SPECIAL LIVE (2018년)
- Sunshine City Christmas Party！(2018년)
- fm yokohama Route 847 みなとみらい KINGDOM Winter (2019년)
- 13月のクリスマスが過ぎたからRe:START!して旅に出よう! (2023년)

### 해외
- Asia 2001 Music Festival (말레이시아) (2001년)
- 日越友好ハノイ・ホーチミン音楽祭 (베트남) (2008년)
- 2016 Japan Vietnam Festival in Ho Chi Minh (베트남) (2016년)
- 第27回ホノルルフェスティバル (하와이) (2023년)
- ホノルル・レインボー駅伝 (하와이) (2024년)
- 第29回ホノルルフェスティバル (하와이) (2025년)

## 출연

### 드라마
- 신주쿠 자메 코오리마이 (2002년) 주연
- 탐정가족 (8화 우정 출연) (2002년)
- 나만의 마돈나 (2003년)
- 다멘즈 워커 (2006년)
- 음녀 (avex 20주년 기획 미니드라마) (2008년)
- 휴대폰 수사관7 (30화 특별 출연) (2008년)
- 파파돌! (2012년)
- 세무조사관 마도기와타로의 사건부 (특집극) (2014년) 주연
- 카미나리☆와이나리- (특집극) (2014년) 주연
- 신 합의교섭인 내막파일4 (특집극) (2014년)

### 성우
- 도라에몽 노비타의 완냥시공전 (2003년)
- 레이싱 스트라이프스 (2005년)
- 게임 CR 파나틱 배틀 (2010년) 주연

### 뮤지컬
- 스타탄생 (2004년) 주연
- 빨간머리앤 (2007~2011년) 5년 연속 주연
- 걸 프렌즈 (2008년) 주연
- 라카쥬 오 폴 (2008년)
- ROCK OF AGES (2011년) 주연
- THE SHOW TIME (2021년)

### 영화
- 테니스의 왕자 (2006년)
- 페러렐 (2009년) 주연
- 더 보디가드 (2010년) 주연

### 무대
- LOVE LETTERS (2009년) 주연
- 디스 원더랜드 (2013년) 주연

### 뮤직비디오
- 花は誰のもの？ ~光は君に、あの日々に。~ / STU48 (2022년)
- 太陽フラッグ / GIRLY MOON PROJECT (2022년)

## TV
- 신스케의 인간 만다라 (1999년, 칸사이TV)
- 테츠오빠 (1999년, 니혼TV) 음악정보프로그램으로 배우로 데뷔 전 활동
- HEY!HEY!HEY! MUSIC CHAMP (2000~2004년, 후지TV)
- THE요루모힛파레 (2002년, 니혼TV)
- 와랏테이이토모! (2002,2007~2009,2011년, 후지TV)
- 나이나이사이즈 (2002,2005년, 니혼TV)
- 산마노만마 (2002,2005,2009년, 칸사이TV)
- 도모토형제 (2002~2003년, 후지TV)
- 구탄누보 (2006년, 후지TV)
- 톤네루즈 (2006년, 후지TV)
- 안녕하세요 (2007,2011,2013년, 후지TV)
- 런던하츠 (2007년, 아사히TV)
- 살아있는 여행 샐러드 (2010년, 아사히TV)
- 정보가득 라이브쇼 모닝 버드! (2011년~2019년, 아사히TV) 레귤러 패널
- 이걸로 당신도 기모노 미인 (2011년, NHK교육TV)
- Music Travel (2012년, BS JAPAN)
- 굴이 잇는 세계의 인연 굴이 있는 곳을 가다 (2013년, TBS)
- 칸쟈니의 시와케 (2013~2014년, 아사히TV)
- 예능인 최강 아카펠라 왕자 결정전 하모네프 (2013~2014년, 후지TV)
- 제로의 물부터 꿈의 술을 만들어내자 ~프로들의 도전~ (2014년, TBS)
- 칸쟈니의 쟈니벤 (2014년, 칸사이TV)
- 목요8시콘서트 (2015년, TV도쿄)
- 일본명곡앨범 (2015년, BS-TBS)
- NHK 가요콘서트 (2016년, NHK)
- NHK 우타콘 (2016년, NHK)
- FNS 우타마츠리 (2016년, 후지TV)
- 금요7시콘서트 (2016년, TV도쿄)
- 춤추는 산마저택 (2016년, 니혼TV)
- NHK 우타콘 (2017년, NHK)
- 춤추는 산마저택 (2017년, 니혼TV)
- 점심여행 (2017년, TV도쿄)
- 천재능력테스트 (2017년, 후지TV)
- 점심여행 (2018년, TV도쿄)
- NHK 우타콘 (2018년, NHK)
- NHK 고고우타 (2018년, NHK)
- NHK 우타콘 (2019년, NHK)
- My Anniversary SONG (2019년, BS아사히)
- 신·BS 일본의 노래 (2019년, NHK Premium)
- 우탓테이이쟈나이 (2020년, BS아사히)
- Premium Music 2020 (2020년, 니혼TV)
- 치토리의 오니렌챵 (2021년, 후지TV)
- 오토랙션 (2021년, TBS)
- 혼마뎃카 (2022년, 후지TV)
- J-POP 황금의 힛트 퍼레이드 결정판 (2022년, NHK)
- 니노상 (2022년, 니혼TV)
- 우타츠무기 (2022년, 후지TV)
- 치토리의 오니렌챵 (2023년, 후지TV)
- 쇼와가요베스트텐DX (2024년, BS-TBS)
- 한국 한일톱텐쇼 (2024년, MBN)
- 히루난데스! (2025년, 니혼TV)

## 라디오
- 島谷ひとみのkeep up spirits! (1999~2011년, 문화방송) 레귤러 진행 / 2000년 3월 이전까지의 프로그램명은 島谷ひとみ瞳をみつめて 이었다.
- 島谷ひとみのひとみEye-Land (2002~2006년, JFN) 레귤러 진행
- eyes on me (2011년~2019년, fm yokohama) 레귤러 진행

## 광고
- 카오 에센셜 데미지케어 (2001~2002년)
- 산기 나노텍 아파가드 (2004년)
- 에스테 소취력 (2012년)
- 삼광산업 무적마스크 (2021년)
- 쇼쿠분 미필 (2023년)

## 수상
- 1999년 제32회 전일본유선방송대상 신인상 (大阪の女)
- 1999년 제32회 일본유선대상 최우수신인상 (大阪の女)

- 2001년 제34회 ALL JAPAN 리퀘스트 어워드 골드리퀘스트상 (パピヨン ~papillon~)
- 2001년 제34회 일본유선대상 유선음악우수상 (市場に行こう)
- 2002년 제35회 ALL JAPAN 리퀘스트 어워드 골드리퀘스트상 & 최우수가창상 (亜麻色の髪の乙女)
- 2002년 제35회 일본유선대상 유선음악우수상 & 최다리퀘스트곡상 (亜麻色の髪の乙女)
- 2002년 제44회 일본레코드대상 금상 (亜麻色の髪の乙女)
- 2003년 제36회 베스트 히트 가요제 골드 아티스트상 (Perseus -ペルセウス-)
- 2003년 제36회 일본유선대상 유선음악우수상 (Perseus -ペルセウス-)
- 2003년 제45회 일본레코드대상 금상 (Perseus -ペルセウス-)
- 2004년 제37회 베스트 히트 가요제 골드 아티스트상 (ANGELUS -アンジェラス-)

- 2005년 제38회 베스트 히트 가요제 골드 아티스트상 (真昼の月)